# حامد رجا شلاح

صورة لبطاقة حامد رجا شلاح ضمن مجموعة أوراق اللعب لأهم المطلوبين العراقيين.

الفريق الطيار الركن حامد رجا شلاح حسن المولى التكريتي هو قائد عسكري عراقي شغل منصب قائد القوة الجوية العراقية للفترة 1995-2003، أي حتى غزو العراق. ولد عام 1950 في بيجي.
شارك في الحرب العراقية الإيرانية، وكان قائدا لعدة قواعد عسكرية في العراق بضمنها قاعدة كركوك الجوية، وحصل على رتبة ثلاث نجوم أواسط التسعينات.
اعتقلته قوات الاحتلال الأمريكي في 14 حزيران 2003، حيث كان تسلسله 17 في قائمة العراقيين المطلوبين لدى الولايات المتحدة، كما كانت بطاقته تحمل رقم 10 بستوني في مجموعة أوراق اللعب لأهم المطلوبين العراقيين.
في عام 2017، أقر مجلس النواب العراقي قانونا ينص على مصادرة الأموال المنقولة وغير المنقولة لكل من صدام حسين وزوجاته وأولاده وأحفاده وأقربائه حتى الدرجة الثانية ووكلائهم ومصادرة أموال قائمة من 52 من أركان النظام السابق، كان من بينهم حامد رجا شلاح.
يذكر أن أخاه ميسر رجا شلاح كان يشغل منصب وزير الصناعة والمعادن في زمن الرئيس العراقي الأسبق صدام حسين للفترة من 2001 حتى غزو العراق في 2003، وله أخ آخر اسمه محمود رجا شلاح كان برتبة فريق في الجيش العراقي.